# Pô Kô
Pô Kô là một xã thuộc huyện Đăk Tô, tỉnh Kon Tum, Việt Nam.
Xã Pô Kô có diện tích 80,81 km², dân số năm 2019 là 3.225 người, mật độ dân số đạt 40 người/km².